# 昂德里
昂德里（法語：Andryes，法語發音：[ɑ̃dʁi]）是法国勃艮第-弗朗什-孔泰大区约讷省的一个市镇，属于欧塞尔区。

## 地理
昂德里（47°31'8"N, 3°29'9"E）面积29.79 平方千米，位于法国勃艮第-弗朗什-孔泰大區约讷省，该省份为法国中北部内陆省份，西接卢瓦雷省，西北接塞纳-马恩省，南至涅夫勒省，东临科多尔省，东北与奥布省接壤。
与昂德里接壤的市镇（或旧市镇、城区）包括：克拉姆西、瓦西河畔比利、瓦西、叙尔日、库尔松莱卡里耶尔、德吕莱贝勒方丹。

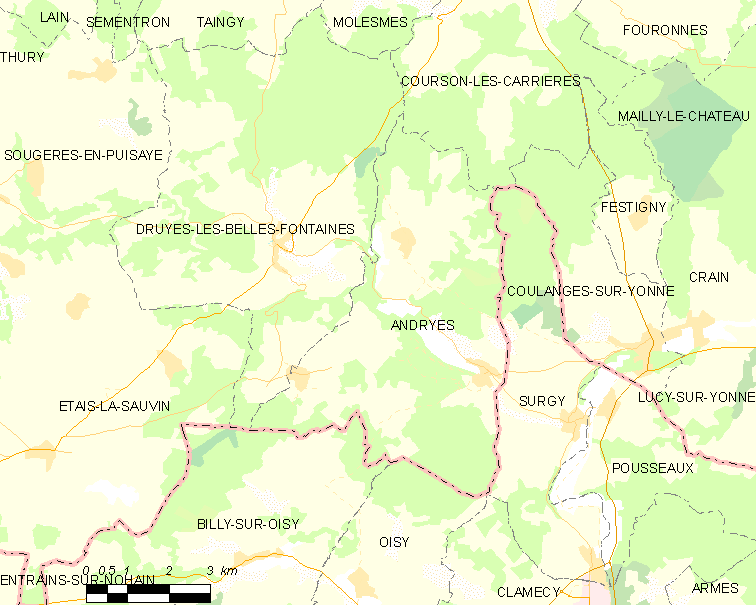
昂德里的OSM定位图

昂德里的时区为UTC+01:00、UTC+02:00（夏令时）。

## 行政
昂德里的邮政编码为89480，INSEE市镇编码为89007。

## 政治
昂德里所属的省级选区为万塞勒县。

## 人口

1962-2008年间昂德里人口变化图示

昂德里于2022年1月1日时的人口数量为445人。